# Павликовцы
Павликовцы (укр. Павликівці) — село в Волочисском районе Хмельницкой области Украины.
Население по переписи 2001 года составляло 369 человек. Почтовый индекс — 31266. Телефонный код — 3845. Занимает площадь 2,18 км². Код КОАТУУ — 6820985001.

## Местный совет
31266, Хмельницкая обл., Волочисский р-н, с. Павликовцы